# Солоний потік (притока Теплої)
Солоний потік (словац. Slaný potok) — річка; права притока Топлі, протікає в окрузі Вранов-над-Теплою.
Довжина приблизно 10.0 км. Витік знаходиться в масиві Солоні гори (схил гори Іванов-врх) на висоті приблизно 615 метрів.
Протікає територією сіл Рудлов і Соль.[неавторитетне джерело] Впадає в Топлю на висоті приблизно 125-130 метрів.